# The Tall Ships' Races

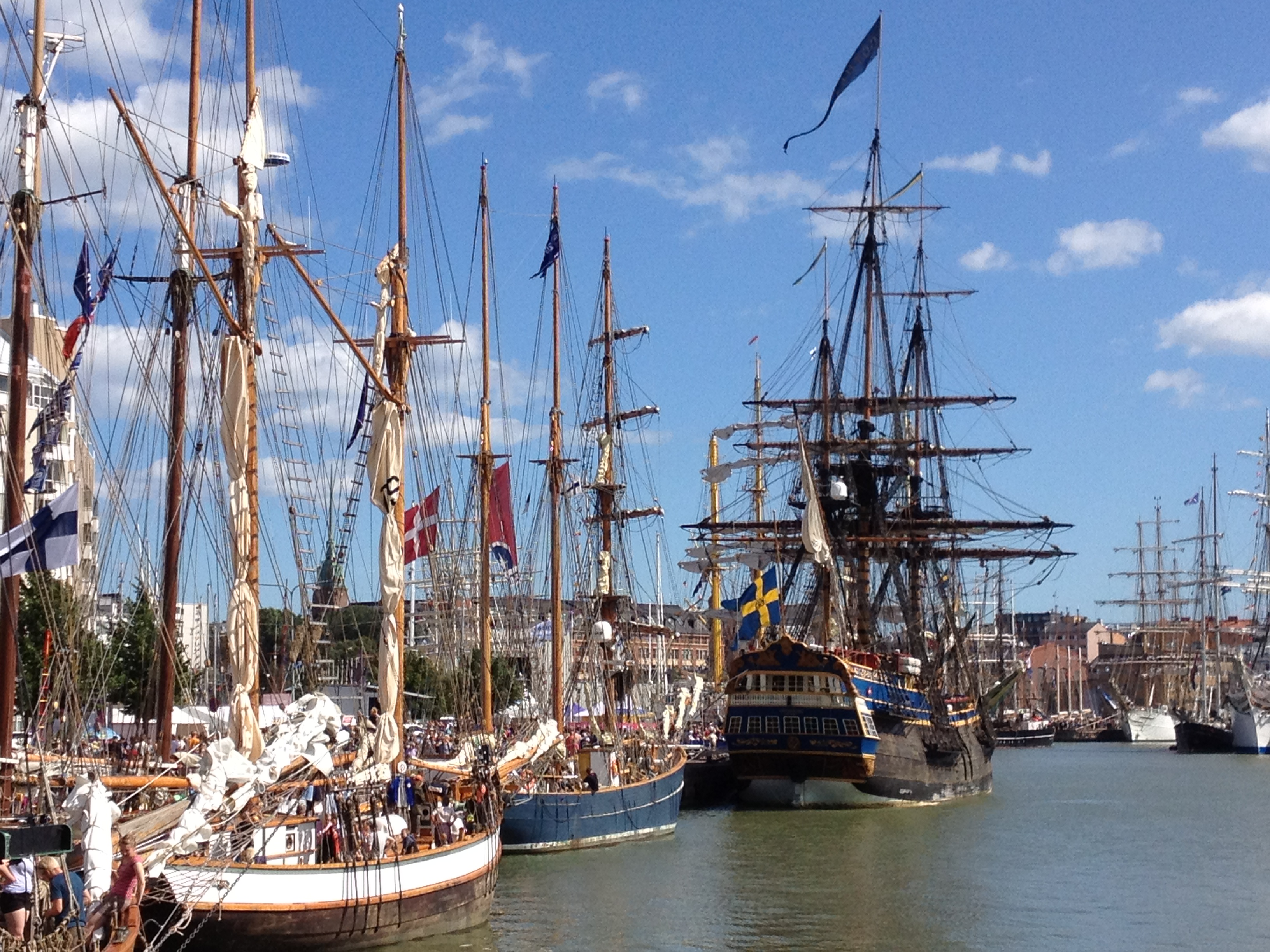
Ostindiefararen Götheborg förtöjd i Sandviken i Helsingfors, tillsammans med andra deltagare i The Tall Ships' Races, 2013.

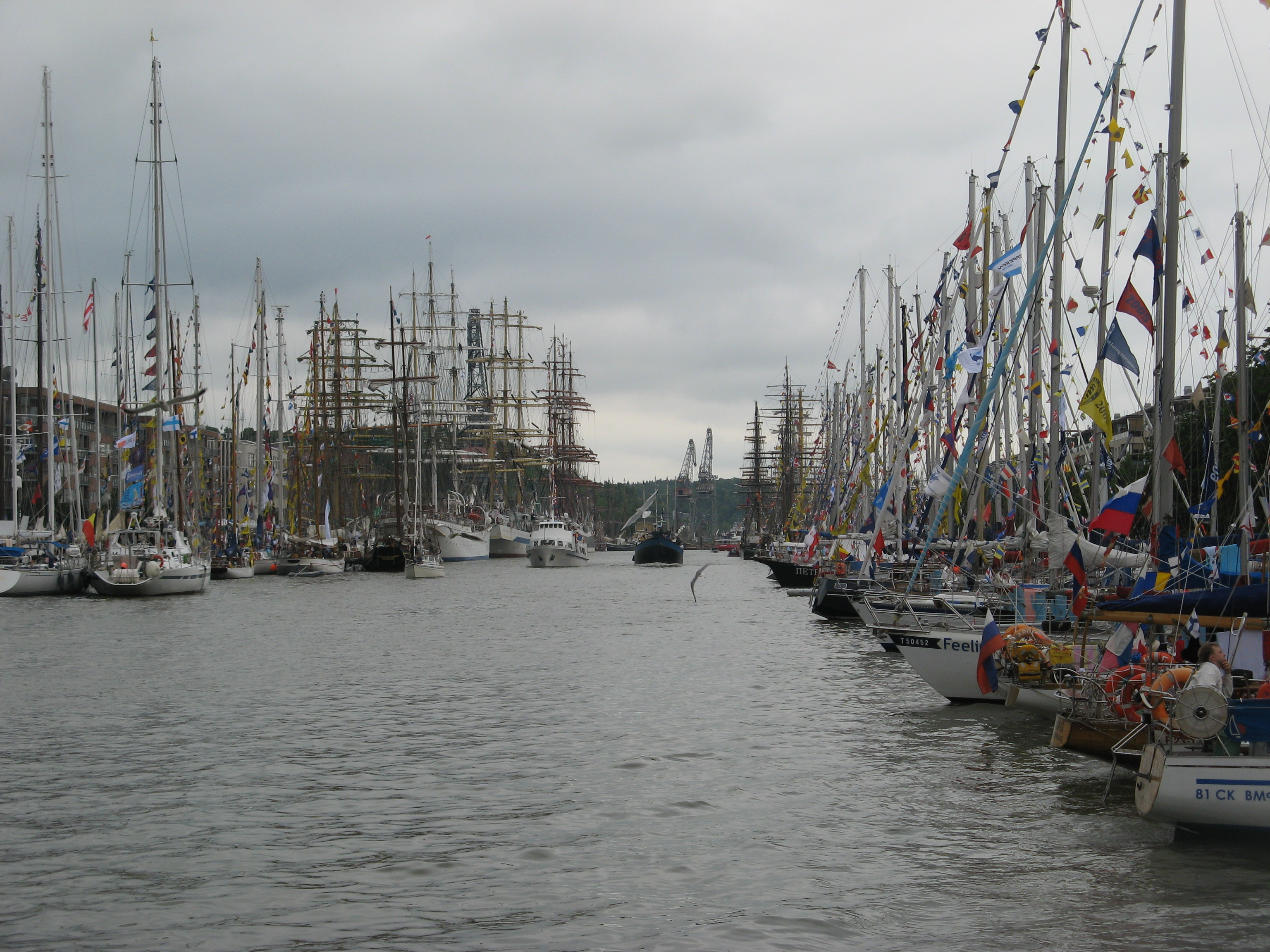
Åbo hamn under Tall Ships' Races 2009

The Tall Ships' Races är en internationell havskappsegling för segelfartyg och stora segelbåtar som har arrangerats sedan 1956. Kappseglingen arrangeras av Sail Training International.
I tävlingen deltar skolfartyg, scoutbåtar och privata skutor och båtar från många olika länder; tävlingen i sig är inte det viktiga utan ungdomsarbetet. Ett av prisen är för gott kamratskap. Förutsättning för att få delta i seglingen är att minst 50 % av besättningen består av ungdomar mellan 15 och 25 år.

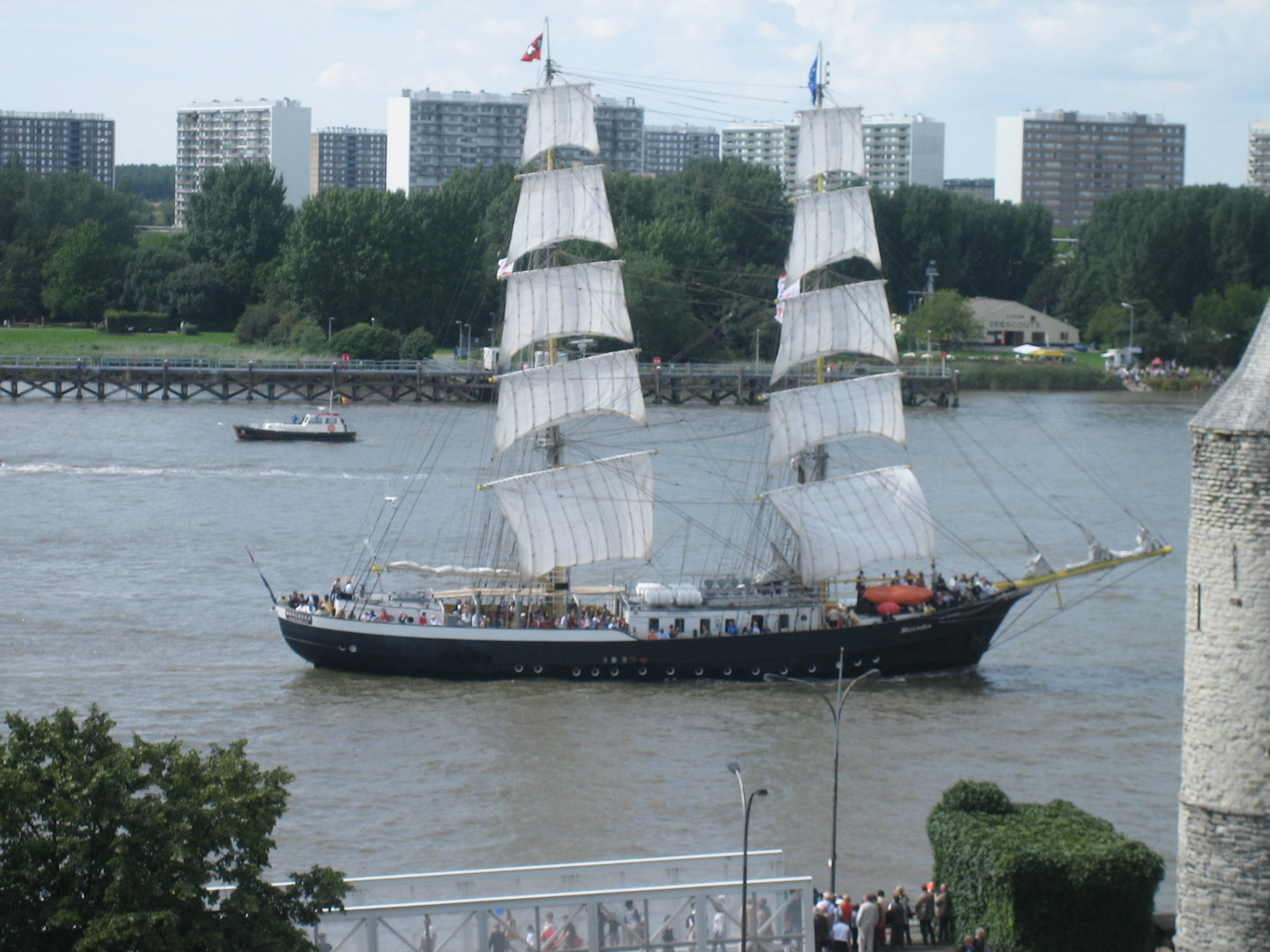
Nederländska briggen Mercedes i Antwerpen under tävlingarna 2006

Mellan 1973 och 2003 var tävlingens officiella namn The Cutty Sark Tall Ships' Races, då huvudsponsorn var Cutty Sark whisky. Från år 2004 var huvudsponsorn Antwerpen (hamnen, staden och provinsen), och 2010-2014 är Szczecin huvudsponsor.

## Tävlingarna olika år

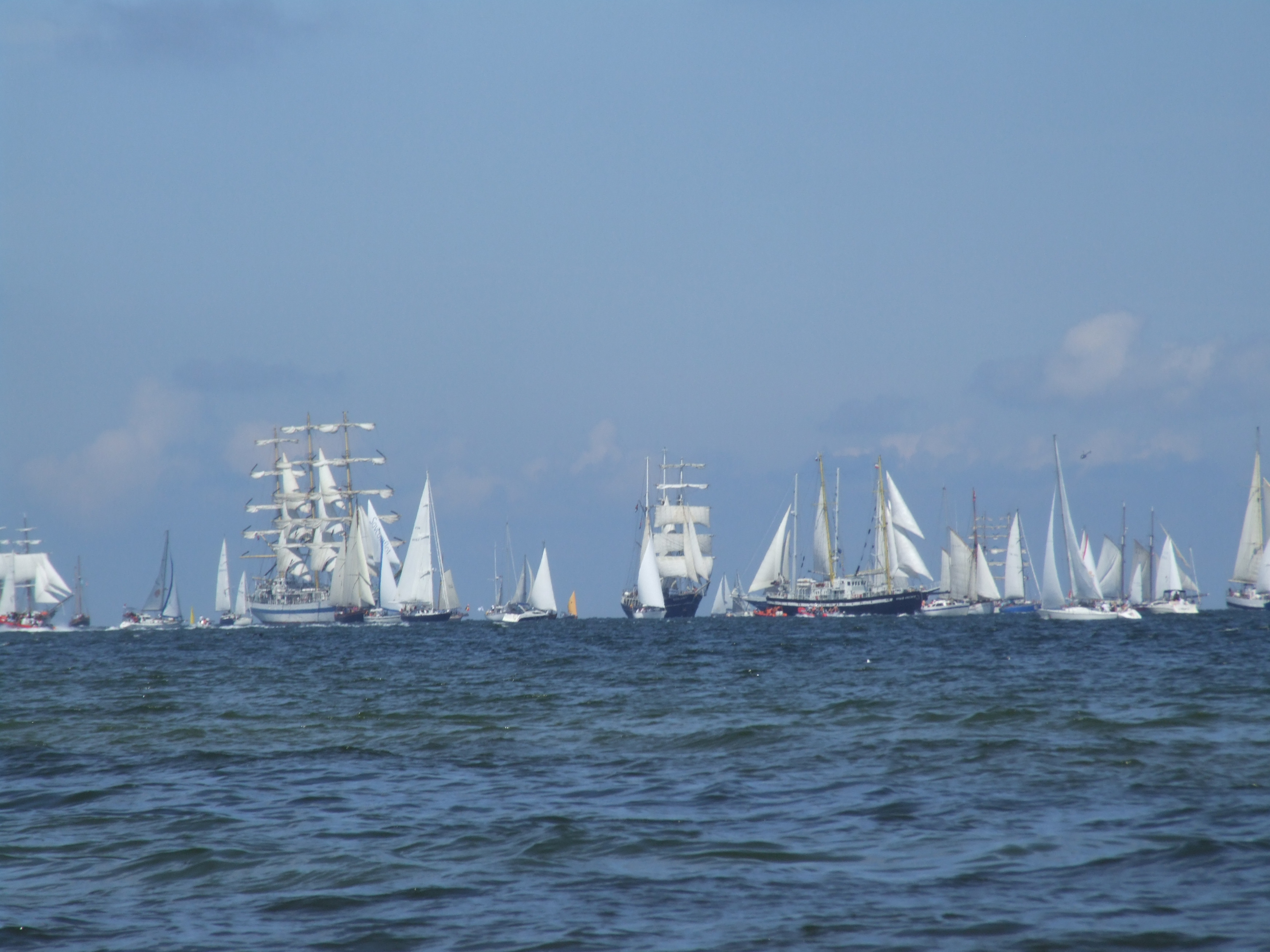
”Parade of sails” utanför Gdynia 2009

Seglingen hålls varje år i olika farvatten som Medelhavet, Atlanten och Nordsjön. Ungefär vart fjärde år är tävlingen i Östersjön.
- 1970: Southsea to Cherbourg och
- 1970: Weymouth - St Malo och
- 1970: Plymouth - La Coruna och
- 1970: Plymouth - Tenerife
- 1971: Weymouth - St Malo och
- 1971: Southsea to Cherbourg och
- 1971: Monaco - Porte Servo - Malta
- 1972: Southsea - Cherbourg och
- 1972: Helsingfors - Falsterbo och
- 1972: Helgoland - Dover och
- 1972: The Solent - the Skaw
- 1973: Southsea to Cherbourg och
- 1973: Weymouth - St Malo
- 1974: St Malo to the Nab Tower (Portsmouth) och
- 1974: Köpenhamn - Gdynia och
- 1974: Dartmouth - La Coruna - Portsmouth
- 1975: Soutsea - Cherbourg (olika klasser) och
- 1975: IJmuiden - Den Helder - the Thames Estuary
- 1976: Boston - Plymouth - Santa Cruz de Tenerife - Bermuda - Newport, Rhode Island
- 1977: Isle of Wight - Le Havre
- 1978: Great Yarmouth - Oslo och
- 1978: Göteborg - Oslo - Harwich
- 1979: Fowey - Isle of Man - Round the Isle of Man
- 1980: Fredrikshavn - Amsterdam (olika klasser) och
- 1980: Kiel - Karlskrona
- 1981: Great Yarmouth - Ostende
- 1982: Falmouth - Lissabon och
- 1982: Vigo - Southhampton
- [1]1983: Travemünde - Karlskrona och
- 1983 – Travemünde (Västtyskland) – Karlskrona (Sverige) – Weymouth (Storbritannien) – Saint-Malo (Frankrike)
- 1984 – Trans-Atlantic: Saint-Malo (Frankrike) – Kanarieöarna (Spanien) (stop off) – San Juan (Puerto Rico) – Bermuda – Portsmouth (Kanada) – Halifax (Kanada) – Gaspe (Kanada) – Quebec City (Kanada) – Sydney (Kanada) – Norrköping (Sverige) (rally) – Flensburg (West Germany) (rally) – Frederikshavn (Danmark) – Greenock (Storbritannien) – Liverpool (Storbritannien)[2]
- 1985 – Bremerhaven (Västtyskland) – Chatham (Storbritannien) – Bruges-Zeebrugge (Belgien) – Amsterdam (Nederländerna)
- 1986 – Delfzijl (Nederländerna) – Newcastle upon Tyne (Storbritannien) – Bremerhaven (Västtyskland) – Larvik (Norge) – Gothenburg (Sverige)
- 1987 – Weymouth (Storbritannien) – Cherbourg-Octeville (Frankrike)
- 1988 – Karlskrona (Sverige) – Helsingfors (Finland) – Mariehamn (Finland) – Köpenhamn (Danmark)
- 1989 – London (Storbritannien) – Hamburg (Västtyskland) – Malmö (Sverige) – Travemünde (Västtyskland)
- 1990 – Plymouth (Storbritannien) – A Coruña (Spanien) – Bordeaux (Frankrike) – Bruges-Zeebrugge (Belgien)
- 1991 – Milford Haven (Storbritannien) – Cork (Irland) – Belfast (Storbritannien) – Aberdeen (Storbritannien) – Delfzijl (Nederländerna)
- 1992 – Trans-Atlantic: Genua (Italien) – Lissabon (Portugal) – Cádiz (Spanien) -Kanarieöarna (Spanien) – San Juan (Puerto Rico) – Bahamas – New York City (USA) – Boston (USA) – Liverpool (Storbritannien)[3]
- 1992 – Karlskrona (Sverige) – Kotka (Finland) – Tallinn (Estland) – Gdynia (Polen)
- 1993 – Newcastle upon Tyne (Storbritannien) – Bergen (Norge) – Larvik (Norge) – Esbjerg (Danmark) – Antwerpen (Belgien), besök av deltagarfartygen
- 1994 – Weymouth (Storbritannien) – A Coruña (Spain) – Porto (Portugal) – Saint-Malo (Frankrike)
- 1995 – Edinburgh (Storbritannien) – Bremerhaven (Tyskland) – Frederikshavn (Danmark) – Amsterdam (Nederländerna) – Zeebrugge (Belgien)
- 1996, Östersjön: S:t Petersburg–Kotka–Åbo–Köpenhamn
- 1997: Aberdeen–Trondheim–Stavanger–Göteborg
- 1998: Falmouth–Lissabon–Vigo–Dublin
- 1999: Saint-Malo–Greenock–Lerwick–Ålborg
- 2000: Gdansk–Helsingfors–Stockholm–Flensburg
- 2001: Antwerpen–Ålesund–Bergen–Esbjerg
- 2002: Alicante–Málaga–A Coruña–Santander–Antwerpen
- 2003: Gdynia–Åbo–Riga–Travemünde
- 2004: Antwerpen–Ålborg–Stavanger–Cuxhaven
- 2005: Waterford–Cherbourg–Newcastle-Gateshead–Fredrikstad–Torbay–Santander
- 2006: Saint-Malo–Lissabon–Cádiz–A Coruña–Antwerpen
- 2007: Medelhavet: Barcelona–Genua–Toulon–Alicante
- 2007, Östersjön: Århus–Kotka–Stockholm–Szczecin
- 2008: Liverpool–Måløy–Bergen–Den Helder
- 2009, Östersjön: Gdynia–S:t Petersburg–Åbo–Klaipėda[4]
- 2010: Antwerpen–Ålborg–Kristiansand–Hartlepool–Ĳmuiden
- 2011: Waterford–Greenock–Lerwick–Stavanger–Halmstad
- 2012 Saint-Malo–Lissabon–Cádiz–A Coruña–Dublin
- 2013 Östersjön: Århus–Helsingfors–Riga–Szczecin
- 2013 Medelhavet: Barcelona–Toulon–La Spezia[förtydliga]
- 2013 Tasmanhavet: Sydney–Auckland[förtydliga]
- 2014 Harlingen–Fredrikstad–Bergen–Esbjerg
- 2015: Belfast–Ålesund–Kristiansand–Ålborg (2 juli–4 augusti)[5]
- 2016: Antwerpen–Lissabon–Cádiz–A Coruña (7 juli–14 augusti)[6]
- 2017: Halmstad–Kotka–Åbo–Klaipėda–Szczecin (30 juni–8 augusti)[7]
- 2018: Sunderland–Esbjerg–Stavanger–Harlingen (11 juli–6 augusti)[8]
- 2019 – Aalborg (Danmark) – Fredrikstad (Norge) – Bergen (Norge) – Aarhus (Danmark) – Antwerpen (Belgien)
- 2020 – Lissabon (Portugal) – Cádiz (Spanien) – A Coruña (Spanien) – Dunkirk (Frankrike)
- 2021 – Klaipėda (Litauen) – Åbo (Finland) – Tallinn (Estland) – Mariehamn (Finland) – Szczecin (Polen)
- 2022 – Esbjerg (Danmark) – Harlingen (Nederländerna) – Antwerpen (Belgien) – Aalborg (Danmark)
- 2023 – Den Helder (Nedeländerna) – Hartlepool (Storbritannien) – Fredrikstad (Norge) – Lerwick (Shetland Islands) – Arendal (Norge)
- 2024 – Klaipeda (Litauen) – Helsingfors (Finland) – Tallinn (Estland) – Åbo (Finland) – Mariehamn (Finland) – Szczecin (Polen)
- 2025 – Le Havre (Frankrike) – Dunkirk (Frankrike) – Aberdeen (Skottland) – Kristiansand (Norge) – Esbjerg (Danmark)
- 2026 – Antwerpen (Belgien)[9]
- 2027 – Meddelas senare
- 2028 – Meddelas senare
- 2029 – Meddelas senare
- 2030 – Antwerpen (Belgien)[9]

### Sverige
Senast tävlingen kom till Stockholm var år 2007. Från Sverige deltog år 2007 bl. a. HMS Gladan och HMS Falken som tillhör Försvarsmaktens / Sjöstridsskolans skonertdivision, samt Atlantica, Gratia, Gratitude (samtliga SXK Seglarskola), R/S Astrid Finne (MBV Skolskepp), Atene och Ingo.
Tävlingen återkom 2011 till Sverige och Halmstad där deltagande svenska båtar bl. a. var R/S Astrid Finne, Atene, Atlantica, Westvind och Ingo.

#### Bildgalleri
Några bilder från The Tall Ships' Races 2007 i Stockholm. 

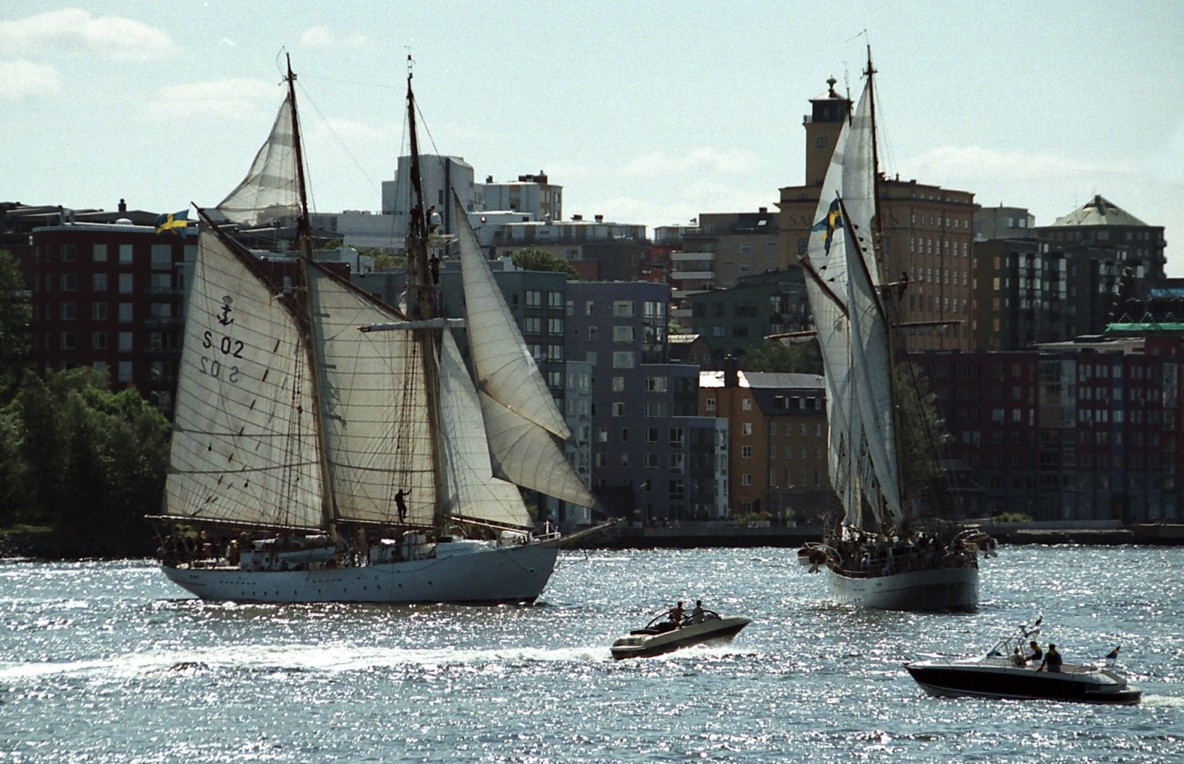
Gladan och Falken
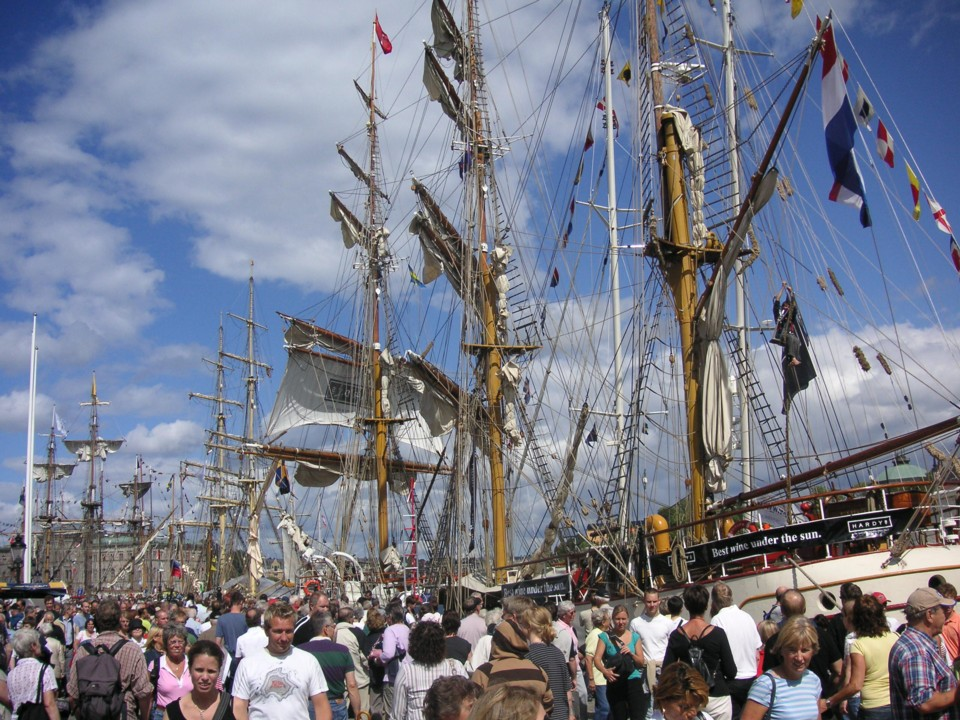
Skeppsbron
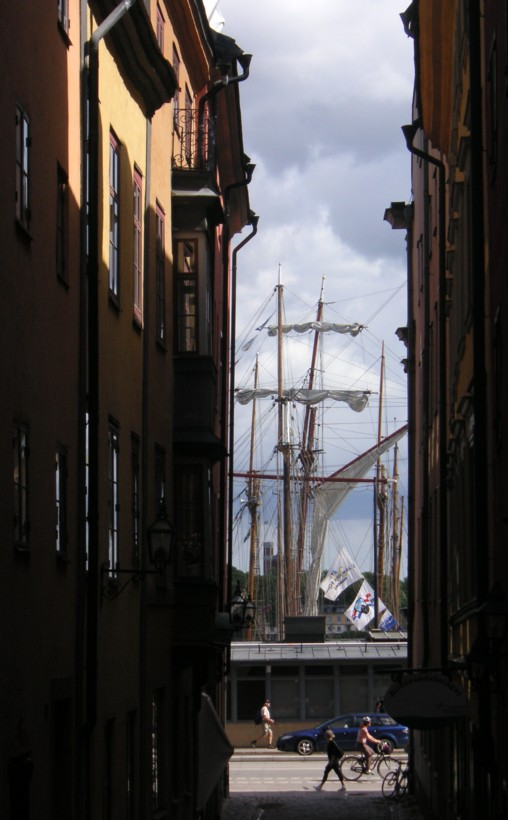
Ferkens Gränd
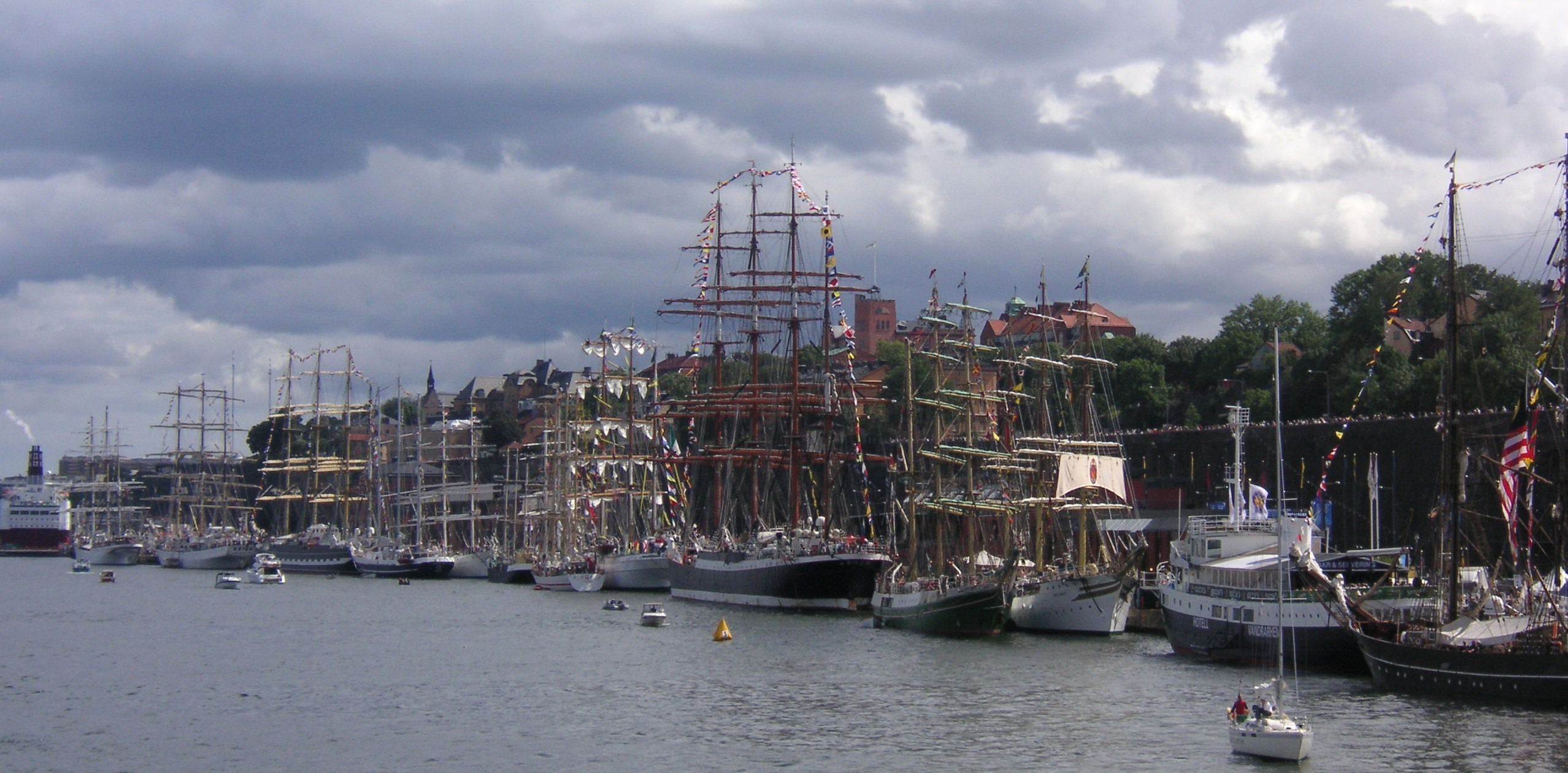
Stadsgården